# Kanteldijk

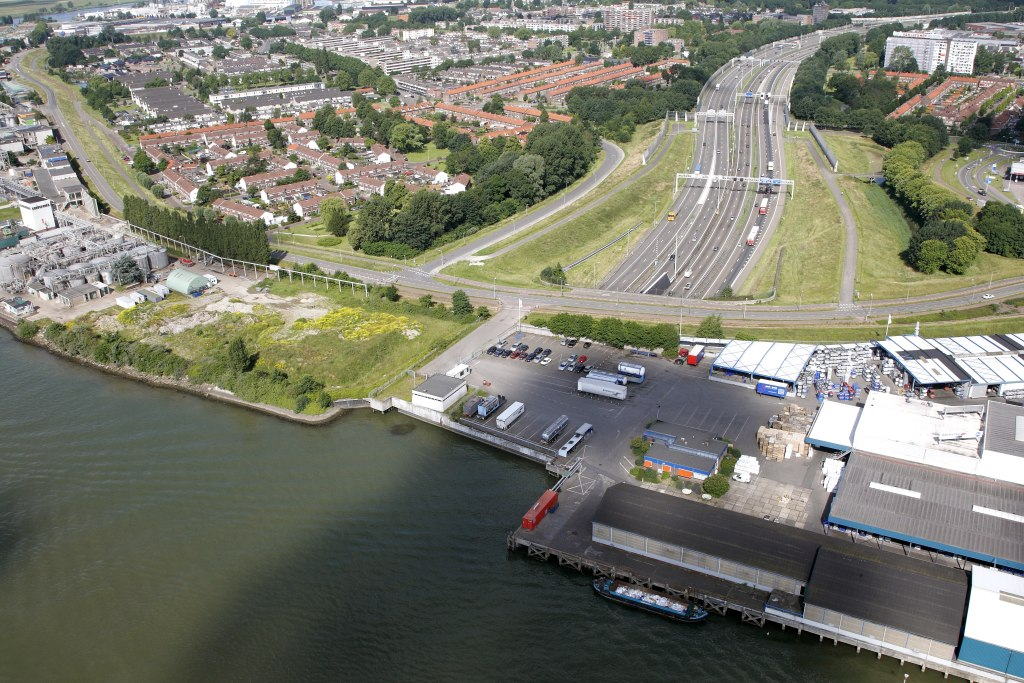
Kanteldijken aan beide zijden van de tunnelingang van de Drechttunnel bij Zwijndrecht

Een kanteldijk is een waterkerende constructie, en wordt toegepast daar waar een waterkering wordt doorsneden door een onderdoorgang (een tunnel of aquaduct).
Wanneer door een calamiteit de onderdoorgang lek raakt, bestaat kans op onderlopen van de polder (inundatie). Om dit te voorkomen wordt rondom de onderdoorgang, in de polder, een dijk aangelegd. Daar waar het verkeer deze dijk kruist, wordt gesproken van een kanteldijk.
Opmerking: een kanteldijk moet niet verward worden met een tuimeldijk.